# Cathédrale Sainte-Élisabeth de Malabo
Cette  cathédrale n’est pas la seule cathédrale Sainte-Élisabeth.
La cathédrale Sainte-Élisabeth de Malabo est une cathédrale catholique consacrée à Élisabeth de Hongrie située à Malabo, la capitale de la Guinée équatoriale. C'est la plus grande église chrétienne du pays. Sa construction, qui a duré de 1897 à 1916, a été financée par les paroissiens, des entreprises de commerce et le gouvernement espagnol, sur des plans de l'architecte Luis Segarra Llairadó.
La cathédrale, de style néo-gothique, a une façade d'une hauteur de 40 mètres flanquée de deux clochers, et une nef à deux collatéraux.